# 29620 Gurbanikaur
29620 Gurbanikaur este un asteroid din centura principală de asteroizi.

## Descriere
29620 Gurbanikaur este un asteroid din centura principală de asteroizi. A fost descoperit pe 26 septembrie 1998 la Socorro, New Mexico, în cadrul proiectului LINEAR. Asteroidul prezintă o orbită caracterizată de o semiaxă mare de 2,28 ua, o excentricitate de 0,12 și o înclinație de 3,8° în raport cu ecliptica.